# Jingle Jangle - Un'avventura natalizia
Jingle Jangle - Un'avventura natalizia (Jingle Jangle: A Christmas Journey) è un film del 2020 diretto da David E. Talbert.

## Distribuzione
Il film è stato distribuito sulla piattaforma Netflix a partire dal 13 novembre 2020